# 汉斯·伦克
汉斯·伦克（德語：Hans Lenk，1935年3月23日—2024年7月30日），男，德国哲学家、前赛艇运动员。他曾代表德国联队参加1960年夏季奥林匹克运动会赛艇比赛，获得男子八人单桨有舵手金牌。